# Kish (Iran)
Kish ( in persiano کیش‎(Kīsh)  Ḳays o Qeys ) è un'isola iraniana a vocazione turistica nella contea di Bandar Lengeh, provincia di Hormozgān, al largo della costa meridionale dell'Iran nel Golfo Persico. Grazie al suo status di zona di libero scambio, l'isola è pubblicizzata come un paradiso per consumatori, grazie alla presenza di numerosi centri commerciali, attrazioni turistiche, hotel e villaggi turistici.  L'isola ha una popolazione stimata di quasi 40.000 residenti e circa 1 milione di visitatori ogni anno. 
L'isola di Kish è una delle destinazioni turistiche più visitate nel sud-ovest asiatico, dopo Dubai e Sharm el-Sheikh. I turisti provenienti da molti paesi per i quali l'Iran richiede in genere un visto, e che desiderano entrare nella zona franca di Kish, sono esentati dall'obbligo di ottenere un visto, in quanto i permessi di viaggio sono rilasciati all'arrivo e sono validi per 14 giorni.

## Geografia fisica

### Territorio
Kish si trova nel Golfo Persico a 19 km dalle coste dell'Iran e ha una superficie di circa 91 km² con un limite esterno di 40 km e una forma quasi ellittica. Lungo la costa di Kish si trovano barriere coralline e molte altre piccole isole. L'isola è posizionata lungo i 1359 km della costa iraniana a nord del Golfo Persico, nel primo quarto dall'ingresso nel golfo corrispondente allo stretto di Hormuz. L'isola è lunga 15,45 km dalla costa occidentale alla costa orientale (distanza misurata tra il complesso di Mariam e il campo Hoor). La larghezza massima, misurata dalle coste meridionali alle coste settentrionali, è di 7,5 km, misurando tra il porto di Gomrok e il faro. La superficie dell'isola è piatta, priva di rilievi. L'aeroporto internazionale di Kish è costruito al centro dell'isola su un'area elevata 35-40 m sul livello del mare. La massima inclinazione superficiale sull'isola si ha dall'aeroporto fino alle rive vicino all'hotel Shayan.

### Clima, natura e geobotanica
Kish, come le altre isole del Golfo Persico, in particolare le isole dello Stretto di Hormuz, si trova su una stretta striscia di vegetazione tropicale nell'emisfero settentrionale, con l'altopiano persiano a nord e la penisola arabica a sud. Oltre ai suoi speciali attributi geografici e climatici, Kish, come altre isole vicine, quali Forur, Hendurabi, Shatuar e Lavan, e persino Qeshm, è caratterizzata dal clima semi-equatoriale che domina questa fascia di vegetazione.

### Clima
Kish ha un clima semi-equatoriale molto secco. Nel corso di 8 anni, la piovosità media annuale in Kish è stata di 145 mm (54% in inverno, 28% in autunno e 14% in estate) e la temperatura media annuale era 26,6 °C. L'umidità relativa dell'atmosfera a Kish la rende come un'isola marina, tranne nelle stagioni fredde. L'umidità è di circa il 60% per la maggior parte dell'anno. Nei mesi da ottobre ad aprile, il clima di Kish è mite, che va dai 18 °C ai 25 °C. I dati statistici negli archivi della zona franca di Kish mostrano che la temperatura dell'isola varia da molto calda a moderatamente calda, accompagnata da umidità relativamente elevata, spesso intervallata da forti piogge di brevi periodi in determinate stagioni. Con l'eccezione di alcune zone costiere del sud-est e alcune altre isole del Golfo Persico, Kish ha le ore più soleggiate della regione, circa 3.100 ore all'anno. In base alla classificazione climatologica e alle condizioni meteorologiche generali, la vicinanza di Kish al Tropico del Cancro e la sua esposizione a sistemi ad alta pressione tropicale, nonché la sua posizione in acque calde e poco profonde, comporta il fatto che l'isola tende a essere calda e umida per la maggior parte dell'anno. 

### Attrazioni turistiche

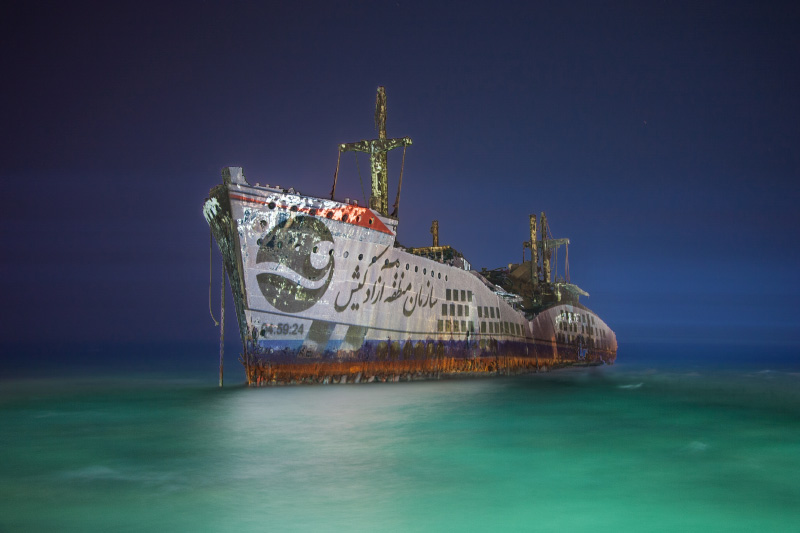
La nave greca.

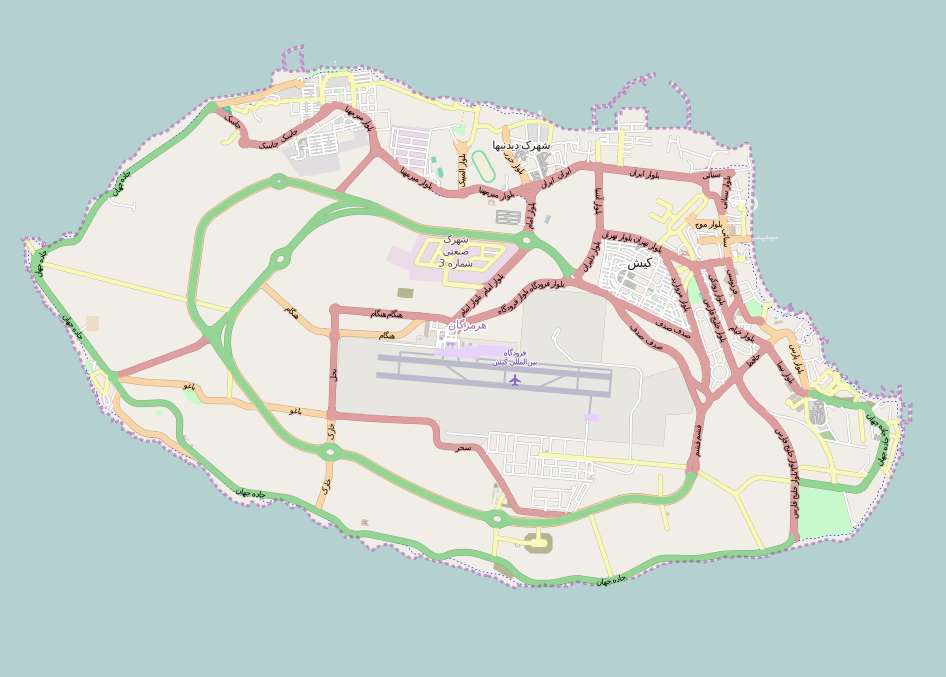
Mappa di Kish.

Toranj Marine Hotel.

La nave greca è il relitto di una nave cargo a vapore del 1943, la Koula F, arenata su una spiaggia sulla costa sud-occidentale di Kish.  Originariamente era una nave britannica di nome Empire Trumpet costruita in Scozia. Nel 1966, si incagliò e tutti i tentativi di salvarla fallirono. Quando l'equipaggio abbandonò la Koula F la diede alle fiamme, di conseguenza della nave originaria rimane il solo scafo d'acciaio.
Un'altra attrazione è l'antico acquedotto sotterraneo, chiamato anche "Città sotterranea", che è in parte aperto ai turisti. Fu costruito circa 1.000 anni fa per il trasporto e l'approvvigionamento idrico attraverso le diverse parti dell'isola.
Altre attrazioni includono le spiagge, che hanno una sfumatura bluastra e il lungo litorale che attira molti turisti durante la stagione invernale. L'acqua è così limpida che i pesci possono essere visti nuotare nel mare tutto l'anno.

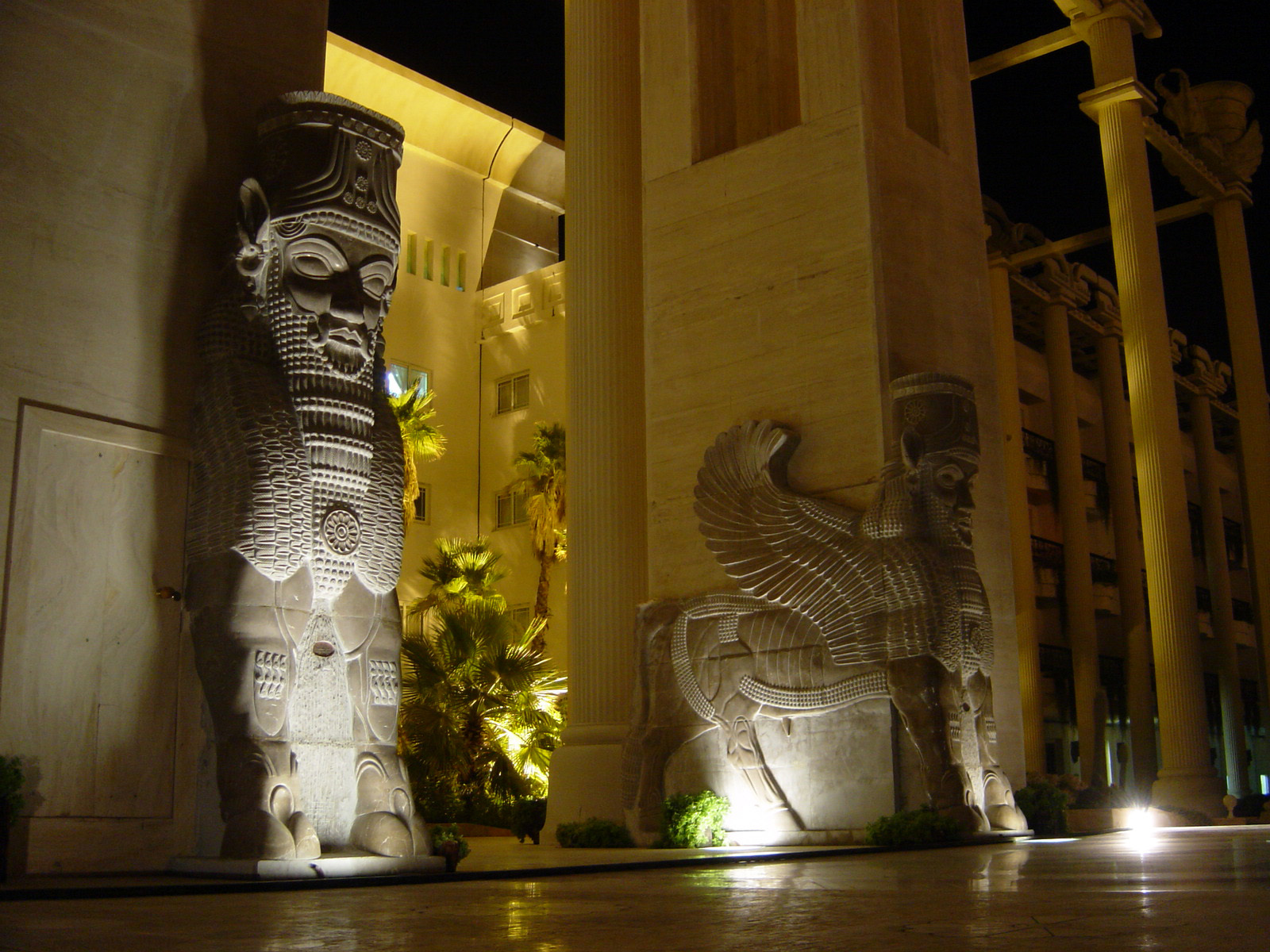
Grand Hotel Dariush a Kish

- Spiaggia corallina dell'isola
- Nave greca
- Cisterna Tradizionale
- Grande molo ricreativo di Kish
- Giardino degli uccelli
- Città sotterranea di Kariz
- Dolphin Park
- Acquario
- Harireh Old City
- Kish Safari
- Sport acquatici e da spiaggia
- Qanat e il vecchio bagno
- Ocean Water Park

### Kish Aquarium
L'Art Center sull'isola comprende un acquario che espone specie marine uniche nel Golfo Persico.

## Infrastrutture e trasporti

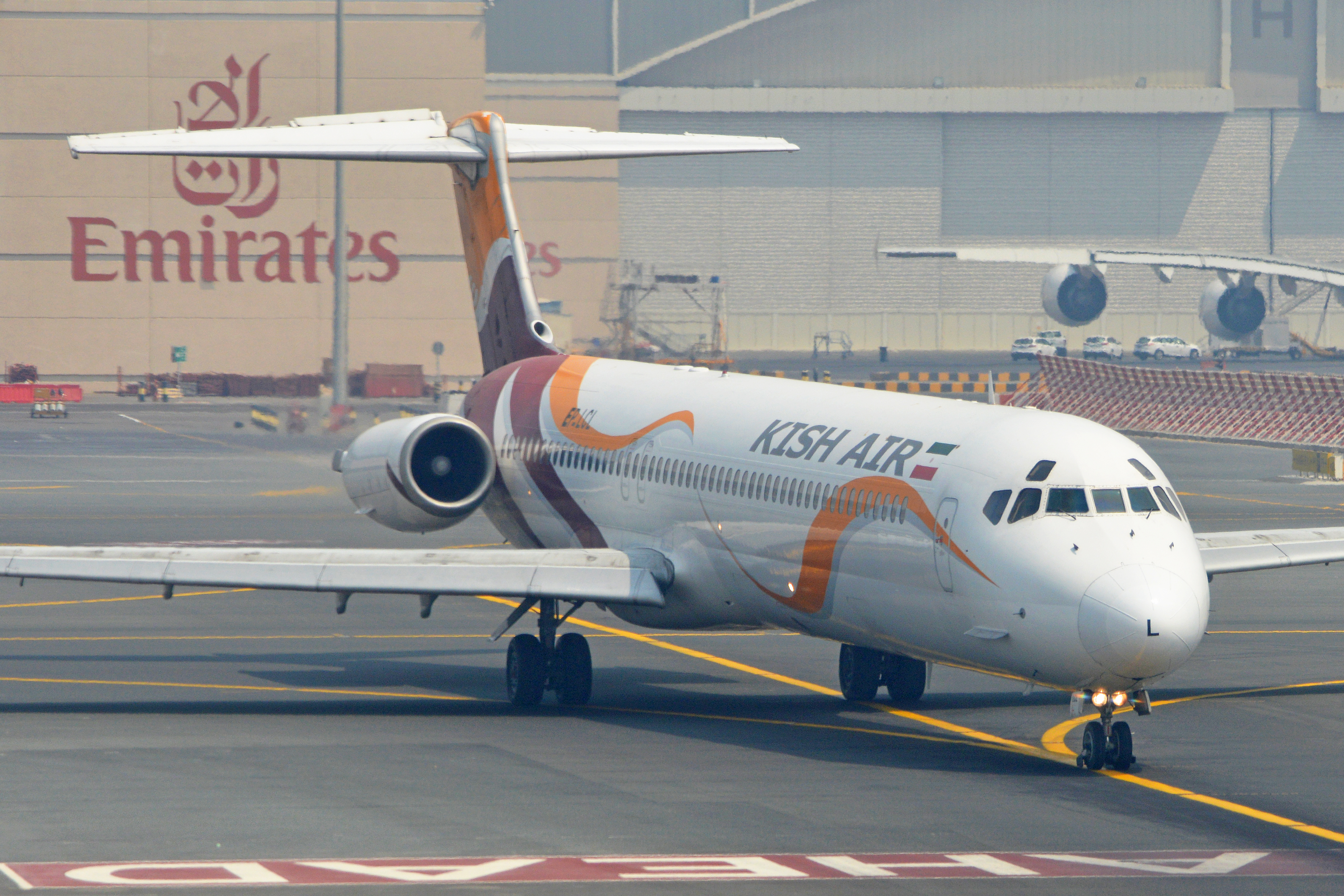
Kish Air

Il collegamento con Kish viene effettuato via mare o per via aerea attraverso l'aeroporto di Kish e il porto di Kish. L'aeroporto internazionale di Kish, funge da punto di ingresso per le centinaia di migliaia di turisti che arrivano a Kish. L'aeroporto garantisce l'ingresso ai cittadini stranieri senza visto per 14 giorni.

## Economia
Il Ministro del Petrolio ad interim iraniano ha inaugurato il 18 luglio 2011 la prima Borsa Valori al mondo che permette la compravendita del greggio in valute diverse dal dollaro USA, secondo i contratti ammessi dalla legge islamica.

Sono negoziati anche gas naturale e derivati sul petrolio.

Vi partecipano l'Arabia Saudita e l'Iran, che sono rispettivamente il primo e il secondo produttore mondiale; dal lato della domanda, partecipano Russia, Cina, Giappone. Le valute più utilizzate sono l'Euro, lo Yen, il Rial iraniano e il Rublo russo.